# Джермантаун (Меріленд)
Джермантаун (англ. Germantown) — переписна місцевість (CDP) в США, в окрузі Монтгомері штату Меріленд. Населення — 91 249 осіб (2020).

## Географія
Джермантаун розташований за координатами 39°10′27″ пн. ш. 77°15′49″ зх. д. / 39.17417° пн. ш. 77.26361° зх. д. (39.174220, -77.263703).  За даними Бюро перепису населення США в 2010 році переписна місцевість мала площу 44,31 км², з яких 44,02 км² — суходіл та 0,29 км² — водойми.

### Клімат
| Клімат : Джермантаун    | Клімат : Джермантаун | Клімат : Джермантаун | Клімат : Джермантаун | Клімат : Джермантаун | Клімат : Джермантаун | Клімат : Джермантаун | Клімат : Джермантаун | Клімат : Джермантаун | Клімат : Джермантаун | Клімат : Джермантаун | Клімат : Джермантаун | Клімат : Джермантаун | Клімат : Джермантаун |
| Показник                | Січ.                 | Лют.                 | Бер.                 | Квіт.                | Трав.                | Черв.                | Лип.                 | Серп.                | Вер.                 | Жовт.                | Лист.                | Груд.                | Рік                  |
| Абсолютний максимум, °C | 25,6                 | 27,8                 | 31,7                 | 35,0                 | 35,6                 | 37,8                 | 40,6                 | 38,9                 | 37,2                 | 32,8                 | 29,4                 | 26,7                 | 40,6                 |
| Середній максимум, °C   | 4,4                  | 6,7                  | 11,7                 | 18,3                 | 22,8                 | 27,2                 | 29,4                 | 28,3                 | 24,4                 | 18,3                 | 12,8                 | 6,7                  | 17,6                 |
| Середній мінімум, °C    | −2,8                 | −1,7                 | 2,2                  | 7,8                  | 12,8                 | 17,8                 | 20,6                 | 19,4                 | 15,6                 | 8,9                  | 3,9                  | −0,6                 | 8,7                  |
| Абсолютний мінімум, °C  | −25                  | −24,4                | −15                  | −7,8                 | −2,2                 | 1,7                  | 3,3                  | 3,9                  | −2,2                 | −6,7                 | −12,2                | −18,3                | −25                  |
| Норма опадів, мм        | 73                   | 71                   | 92                   | 82                   | 105                  | 89                   | 93                   | 74                   | 97                   | 84                   | 90                   | 76                   | 1026                 |
| ----------------------- | -------------------- | -------------------- | -------------------- | -------------------- | -------------------- | -------------------- | -------------------- | -------------------- | -------------------- | -------------------- | -------------------- | -------------------- | -------------------- |
| Джерело:                |                      |                      |                      |                      |                      |                      |                      |                      |                      |                      |                      |                      |                      |

## Демографія
Згідно з переписом 2010 року, у переписній місцевості мешкало 86 395 осіб у 30 531 домогосподарстві у складі 21 780 родин. Густота населення становила 1950 осіб/км².  Було 31807 помешкань (718/км²).
Расовий склад населення:
| - 45,8 % — білих - 22,5 % — чорних або афроамериканців - 19,8 % — азіатів - 0,4 % — корінних американців - 6,6 % — осіб інших рас |

До двох чи більше рас належало 4,8 %. Частка іспаномовних становила 18,4 % від усіх жителів.
За віковим діапазоном населення розподілялося таким чином: 27,3 % — особи молодші 18 років, 67,6 % — особи у віці 18—64 років, 5,1 % — особи у віці 65 років та старші. Медіана віку мешканця становила 33,7 року. На 100 осіб жіночої статі у переписній місцевості припадало 92,2 чоловіків;  на 100 жінок у віці від 18 років та старших — 88,9 чоловіків також старших 18 років.
Середній дохід на одне домашнє господарство  становив 102 819 доларів США (медіана — 84 615), а середній дохід на одну сім'ю — 111 457 доларів (медіана — 95 531). Медіана доходів становила 66 272 долари для чоловіків та 55 905 доларів для жінок. За межею бідності перебувало 7,4 % осіб, у тому числі 11,5 % дітей у віці до 18 років та 10,0 % осіб у віці 65 років та старших.
Цивільне працевлаштоване населення становило 48 816 осіб. Основні галузі зайнятості: науковці, спеціалісти, менеджери — 22,5 %, освіта, охорона здоров'я та соціальна допомога — 19,4 %, публічна адміністрація — 9,5 %, роздрібна торгівля — 9,1 %.